# Gangs of London
Gangs of London is een computerspel dat op 1 september 2006 uitkwam. Het spel is gemaakt door SCE London Studio, gedistribueerd door Team SOHO en uitgebracht door Sony Computer Entertainment. Het spel is gemaakt door dezelfde makers als The Getaway en wordt hierdoor ook wel The Getaway: Gangs of London genoemd. 
Het gaat vooral om de missies, maar net als bij de reeks Grand Theft Auto-spellen kan je ook vrij rondlopen. Tijdens  je missies zal je een tijdje met drie gangsters moeten overleven. De missies gaan vooral om attacken (schieten) Defend (verdedigen) en auto's kapotrijden. Er zijn alleen auto's in het spel, ook politieauto's en taxi's. Het spel speelt zich af in Londen en je kan ook de Big Ben tegenkomen. De game is gemaakt door London Studios.
Tijdens het spel komt de speler in Londen de volgende bendes tegen:
- Zakharov (Russisch)
- Water Dragons (Chinees)
- EC2 Crew (Jamaicaans-Engels)
- Talwar (Pakistaans)
- Kane (Engels)

De Spaanse popzanger Melendi verschijnt in het spel.

## Ontvangst
| Beoordeeld door    | Jaar | Score |
| ------------------ | ---- | ----- |
| GamingXP           | 2006 | 86%   |
| GameSpy            | 2006 | 70%   |
| Looki              | 2006 | 66%   |
| Gamesmania         | 2006 | 64%   |
| Extreme Gamer      | 2006 | 60%   |
| 4Players.de        | 2006 | 57%   |
| GameTrailers       | 2006 | 53%   |
| GamingExcellence   | 2006 | 50%   |
| Cheat Code Central | 2006 | 44%   |
| Gaming Nexus       | 2006 | 0%    |